# Sorry We Missed You
Sorry We Missed You és una pel·lícula dramàtica de 2019 dirigida per Ken Loach, escrita per Paul Laverty i produïda per Rebecca O'Brien. La versió doblada al català es va estrenar el 30 d'abril de 2022 al canal La 2. També s'ha subtitulat al català.
El rodatge va començar el setembre de 2018 en la regió de Newcastle, al nord-est d'Anglaterra. Va ser seleccionat per competir per la Palma d'Or al 72è Festival Internacional de Cinema de Canes. Malgrat tenir el braç trencat en un cabestrell, Loach hi va aparèixer per promoure la pel·lícula, on va dir que seria la seva última pel·lícula que competiria en un festival. Als 10s Premis Magritte, Sorry We Missed You va rebre el Premi Magritte a la millor coproducció d'una pel·lícula estrangera.

## Trama
Ricky (Kris Hitchen) va lluitar amb la seva família una dura lluita per un deute que té des de la crisi financera global del 2008. A Ricky, que no té cap educació o formació professional, se li dona una oportunitat en ser contractat per portar una franquícia com a autònom, com a conductor de lliurament, sota la supervisió de Maloney, una persona molt dura. Per tal de permetre's una furgoneta per la feina, Ricky convenç la seva dona Abbie (que utilitza el cotxe a la seva feina com a infermera de cures a domicili) per vendre el cotxe familiar. L'estrès de la feina nova acaba sent massa gros per Ricky. Es troba sempre sota pressió per fer els seus lliuraments a temps i és multat si arriba tard o comet equivocacions. Abbie també troba la seva feina molt més dura sense un cotxe i freqüentment se sent trastornada per la manca de temps que té per estar amb els seus pacients a causa del seu exigent horari.
L'estrès de tots dos, en Ricky i n'Abbie, es veu augmentat pel seu fill Seb (Rhys Stone) que se salta l'escola i sovint es posa en problemes relacionats amb el graffiti. Després d'una discussió, Seb pinta sobre els retrats familiars de nit. El matí següent, Ricky no pot trobar les claus de la seva furgoneta i culpa Seb. Seb nega haver fet res i en la conseqüent discussió, en Ricky pega el seu fill. La seva filla Liza Jane (Katie Proctor) admet més tard, entre llàgrimes, que va ser ella que va amagar les claus i culpa la nova feina del Ricky dels problemes familiars.
De nou a la feina, roben i assalten brutalment en Ricky mentre feia els seus lliuraments. Quan Ricky és a l'habitació d'espera de l'hospital, Maloney li telefona i li explica que fa front a multes de més de 1.000£ ja que el seu lector de codis de barres va ser destruït durant el robatori. Després de l'agressió, Seb finalment fa pinya i es reuneix amb la família. El film acaba amb Ricky que se'n va cap a la feina en cotxe, encara greument ferit, i la seva família li suplica que es quedi, entre llàgrimes.

## Repartiment
- Kris Hitchen com a Ricky Turner
- Debbie Honeywood com a Abbie Turner
- Rhys Stone com a Seb Turner
- Katie Proctor com a Liza Jane Turner
- Ross Brewster com a Maloney
- Charlie Richmond com a Henry
- Julian Ions com a Freddie
- Sheila Dunkerley com a Rosie
- Maxie Peters com a Robert
- Christopher John Slater com a Ben
- Heather Wood com a Mollie
- Alberto Dumba com a Harpoon
- Natalia Stonebanks com a Roz
- Jordan Collard com a Dodge
- Dave Turner com a Magpie
- Stephen Clegg com a Policeman
- Darren Jones com a Council worker
- Nikki Marshall com a Traffic warden
- Linda E Greenwood com a Driver
- Linda Wright com a A&E receptionist

## Recepció
A Rotten Tomatoes, la pel·lícula té un índex d'aprovació del 87% basat en 117 crítiques, amb un índex mitjà de 7.61 sobre 10. El consens crític del web diu "Sorry We Missed You pot semblar a alguns rectament didàctica, però el plantejament apassionat del director Ken Loach segueix sent eficaç." Metacritic, que fa una mitjana ponderada, va assignar a la pel·lícula una puntuació de 83 sobre 100, basada en 26 crítiques, mostrant una "aclamació universal".
David Rooney a The Hollywood Reporter va escriure que la pel·lícula "és una pel·lícula expertament ponderada i profundament humana, sense floritures ni escàndols però sorprenentment directa en la seva representació emocional d'una dura realitat que és la fibra de tantes vides comunes."
Peter Bradshaw a The Guardian va opinar que la pel·lícula era millor que l'anterior de Loach, I, Daniel Blake (2016), que va guanyar la Palme d'Or a Cannes. Bradshaw va escriure: "és més dramàticament variada i digerida, amb més llums i ombres en el seu progrés narratiu i amb repartiment més coral. La pel·lícula em va colpejar en el plexe solar, endut per l'honradesa senzilla i per la integritat de les actuacions." La crítica a The Times va elogiar l'actuació de la novella Debbie Honeywood com a Abbie, que va ser seleccionada en un càsting de talents no-professionals. El col·laborador Kevin Maher va opinar que la pel·lícula hauria d'haver estat centrada en el seu personatge en comptes del de Ricky, el marit d'Abbie.
Geoffrey Macnab va escriure a The Independent que Loach «captura brillantment l'alienació i l'engoixa existencial que els seus personatges principals senten. No hi ha res que puguin fer ajudar-se a si mateixos. Com més lluiten per canviar les seves circumstàncies, més empitjoren». Macnab va comentar que Loach i el seu guionista Laverty «persegueixen la seva història fins a la seva conclusió lògica, acabant la pel·lícula d'una forma que és alhora ingeniosa i devastadora».
Owen Gleiberman de Variety va escriure: «Loach escenifica tot això amb una confiança i un ritme suprems» que donen lloc a «una pel·lícula tensa, impactant i galvanitzant». Raphael Abrahams, en la seva crítica pel Financial Times, afirma: «En els crèdits finals, ell [Loach] dona gràcies a aquells conductors que van documentar la pel·lícula amb llur testimoni però que van desitjar ser anònims. Ell n'és la seva veu necessària i en segueix sent la de la nostra consciència moral».
Trevor Johnston de la publicació sobre cinema britànic Sight & Sound va escriure: «Així com Sorry We Missed You pot no ser tan intensa sentimentalment com [I, Daniel Blake], envia un missatge molt més matisat, problemàtic i actualitzada provocatiu».